# Von Friesendorff
von Friesendorff är en från Westfalen stammande friherrlig ätt i Sverige.
Johan Fredrik von Friesendorff övergick i svensk tjänst, och tre av hans söner upphöjdes 1705 till friherrligt stånd. Ätten introducerades den 18 juni 1731 med nr 200.
Johan Fredrik von Friesendorff upphöjdes även till tysk-romersk riksfriherre och engelsk baronet von Friesendorff. Dessa titlar ärvdes av hans äldsta son Johan Fridrich Frisendorph, och baronetskapet fortlever ännu.
Bland ättens medlemmar märks:
- Johan Fredrik von Friesendorff (1617–1669), tysk-svensk diplomat
- Johan Fridrich Frisendorph (1657–1725), svensk militär
- Carl Gustaf von Friesendorff (1663–1715), svensk diplomat
- Fredrik von Friesendorff (1707–1770), svenskt riksråd
- Fredrik Ulrik von Friesendorff (1740–1793), svensk landshövding och hovmarskalk
- Gustaf Didrik von Friesendorff (1741–1795), svensk militär
- Adolf von Friesendorff (1746–1810), svensk militär
- Fredrik von Friesendorff (1870–1962), svensk militär